# Тит Помпоній Аттік
Тит Помпоній Аттік (лат. Titus Pomponius Atticus; 109 — 31 березня 32 роки до н. е.) — політичний та громадський діяч, республіканець, прихильник оптиматів, фінансист, видавець часів занепаду республіки у Стародавньому Римі.

## Біографія
Походив із заможної родини вершників Помпоніїв. Син Тита Помпонія та Цецилії Метелли. Про молоді роки мало відомостей. У 90 році до н. е. почав навчатися праву у Квінта Муція Сцеволи Авгура. Тут Помпоній познайомився й затоваришував з Марком Туллієм Цицероном.
У 87 році до н. е. переїхав до Афін, де активно займався вивченням філософії та суспільних наук. З приводу того, що Тит Помпоній значний час провів у цьому місті, то отримав когномен «Аттік». Весь час перебування в Афінах вів листування з відомим політичними та громадськими діячами Риму, зокрема із Цицероном. В Афінах зумів створити собі авторитет, позичаючи гроші у борг впливовим особам та підвладним Римові містам під 36—48% річних. За це було споруджено статую Аттіка. Зустрічався з Луцієм Корнелієм Суллою, який повертався до Риму після завершення Першої мітрідатової війни. У Аттіка з Суллою склалися доволі добрі та товариські стосунки.
Водночас активно скуповував землі в провінції Ахайя, ставши значним місцевим землевласником. Аттік зумів налагодитися стосунки з дядею Квінтом Цецилієм, який був одним із жадібніших лихварів тогочасного Риму.
У 65 році до н. е. Помпоній повернувся до Риму, де активно допомагав Цицеронові обійняти посаду консула на 63 рік до н. е. У 63—62 році до н. е. Тит Помпоній активно допомагав Марку Цицерону придушити змову Катіліни. Зокрема під час суду над катілінаріями Аттік очолив загін, який узяв під охорону пагорб Капітолій. Після цього Аттік знову повернувся до Греції.
У 58 році до н. е. помер дядько Помпонія — Квінт Цецилій Метелл — згідно із заповітом якого був усиновлений й отримав величезний спадок у 10 млн. сестерціїв. Після цього Аттік став іменуватися Титом Цецілієм Аттіком Помпоніаном. З цього періоду він почав активно займатися фінансами. Багато з відомих вершників та патриціїв йому доручали вести свої справи. Аттік визначався у веденні фінансових справ інших осіб чесністю, ретельністю та енергійністю. Цим заслужив велику повагу й довіру. Зокрема, Аттік давав поради Цицерону стосовно його фінансів, допомагав влаштувати віллу у Тускулі. Водночас стає одним із значніших торговців гладіаторами. Тримав власну гладіаторську школу, звідки продавав гладіаторів по всій Італії.
Водночав Аттік здобув славу як видавець (скрипторій). Так він допомагав Цицерону видати свої творіння та промови. Для цього Помпоній активно скуповував талановитих рабів-переписувачів, а також рабів-спеціалістів з виготовлення книг — лібраріїв та глютінаторів. Книги, видані у Помпонія Аттіка, звалися Аттікіанами, які славилися точністю і ретельністю виконання. Іншими відомим авторами, чиї твори було видано Аттіком, є Авл Гірцій, Демосфен, Марк Порцій Катон Старший, Квінт Енній.
З середини 50-х років до н. е. Помпоній був у Афінах, намагаючись не втручатися у політичні події. Хоча постійно вів листування з Цицероном та іншими оптиматами. Водночас підтримував гарні стосунки з членами Першого тріумвірату. Був одружений з родичкою одного з них — Марка Ліцинія Красса. Водночас товаришував із Гнеєм Помпеєм Великим. Серед друзів Помпонія був відомий красномовець Гортензій Гортал.
З початком громадянської війни поміж Гаєм Юлієм Цезарем та Гнеєм Помпеєм Тіт Аттік знову був поза політикою, хоча таємно підтримував республіканців і помпеянців. Аттік повернувся до Риму лише після вбивства Цезаря у 44 році до н. е. Тут намагався допомогти республіканцям відновити колишній лад. При цьому суттєво допоміг грішми родині Марка Антонія — дружині Фульвії та дітям. У подальшому цей вчинок врятував Аттіка від внесення у проскрипції.
З початком Другого тріумвірату Тіт Аттік знову полишив Рим й повернувся до Греції, де і помер, за деякими відомостями заморивши себе голодом, щоб позбавитися від страждань внаслідок невиліковної хвороби.

## Праці
Вважався одним з найосвіченіших людей свого часу. Його листування з Цицероном складає 16 книг. Після загибелі Цицерона Тит Аттік видав багато з його творів. Написав твір «Про консульство Цицерона», а також вірші.
У доробку є історичний нарис Liber annalis, який починався зі заснування Риму і закінчувався сьогоденням автора. Нарис цей було побудовано в анналістичній манері. Аттік був також автором декількох генеалогічних монографій, що містять відомості про знатні римські роди, зокрема, про Клавдіїв, Фабіїв, Марцеллів, а також «Замальовків» (Imagines), що містить короткі, написані гекзаметром пояснення до портретів відомих римлян. Окрім того, Аттік написав власні «Спогади». Все це не збереглося дотепер.

## Родина
Дружина — Цецилія Метелла Пілія (д/н—46 до н. е.)
Діти:
- Тит Цецилій Помпоній Аттік
- Цецилія Помпонія Аттіка, дружина Марка Віпсанія Агріппи.